# Artaxerxes III.
Artaxerxes III. (Ochos) (altgriechisch Ἀρταξέρξης, aus altpersisch 𐎠𐎼𐎫𐎧𐏁𐏂𐎠 Ŗtachschaçā; * ca. 390 v. Chr.; † 338 v. Chr.) war von 359 bis 338 v. Chr. König aus der altpersischen Dynastie der Achämeniden. Er bestieg den Thron in einer Krisenzeit des Reiches, das von mehreren Aufständen erschüttert worden war. In den folgenden Jahren gelang es ihm jedoch, die königliche Zentralgewalt wiederherzustellen.

## Regentschaft

### Die ersten Jahre
Artaxerxes III. erlangte erstmals als Feldherr bei der Niederwerfung eines Aufstandes in den persischen Gebieten westlich des Euphrat zwischen 368 und 358 v. Chr. historische Bedeutung und folgte nach 46 Regierungsjahren seines Vaters Artaxerxes II. auf den Thron. Zuvor ließ er seine Brüder töten. Artaxerxes III. kann aufgrund der Angaben in babylonischen Tafeln den Thron offiziell frühestens Dezember 359 v. Chr. und spätestens April 358 v. Chr. bestiegen haben. Aus dem sechsten Regierungsjahr des Artaxerxes III. ist für den 22. November 353 v. Chr. eine Mondfinsternis belegt, weshalb sein erstes Regierungsjahr nicht vor Dezember 359 v. Chr. begonnen haben kann.
Zu Beginn seiner Herrschaft führte er zunächst Krieg gegen die Kadusier am Kaspischen Meer. Diodors Chronologie beinhaltet einige Probleme, da seine Angaben im 15. Buch oft ungenau und fließend sind. Über den im Jahr 351 v. Chr. geplanten Versuch, in Ägypten einzufallen, liegen keine zeitgenössischen Belege vor. Aristoteles berichtet, dass Alexander versucht haben soll, einen Fluss umzuleiten, nachdem er erfuhr, dass sich „Krokodile darin befinden“. Allerdings bleibt unklar, ob sich diese Angaben auf den Nil oder den Indus bezogen. Danielle Bonneau zieht die Möglichkeit in Betracht, dass diese Aussage nicht von Alexander, sondern von Artaxerxes III. bezüglich seiner Ägyptenplanungen stammt.
Die öfter postulierte Reaktion, dass kurz darauf phönizische Satrapenaufstände folgten, stellt eine Annahme dar, die nicht durch zeitgenössische Quellen belegt ist. Die Auflehnung von Tabnit (griechisch „Tennes“) konnte auch eine Folge des hohen Tributes gewesen sein, den er an Artaxerxes III. zu leisten hatte.

### Satrapenaufstände (346 bis 345 v. Chr.)

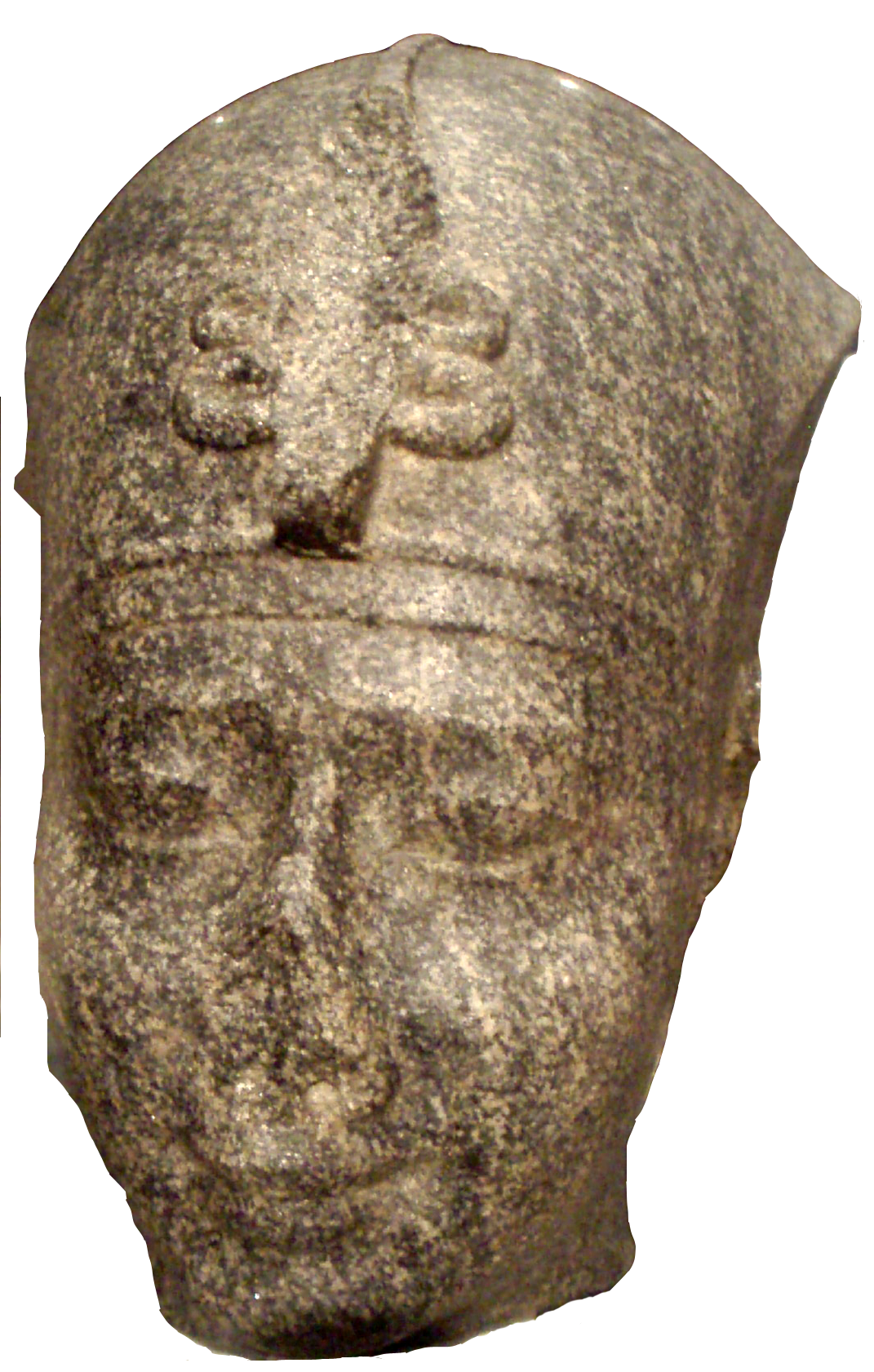
Kopf von Nektanebos II.

Als weitere zeitgenössische Quelle ist ein Bruchstück der babylonischen Chronik erhalten geblieben. Dort wird über Gefangene aus Sidon berichtet:

„14. Regierungsjahr von Ochos: Im Monat Tašritu (Oktober 345 v. Chr.) wurden die Gefangenen von Sidon nach Babylon und Susa gebracht. Am 16. Tag dieses Monats betraten einige Frauen aus Sidon den Palast des Königs.“

Die von Phönizien, Syrien, Sidon und Zypern gegen die Perser entfachten Aufstände brachen sicherlich einige Monate vorher aus, vielleicht schon im Jahr 346 v. Chr. Mazaios und Belesys II. erhielten in diesem Zeitraum den Auftrag, Gegenmaßnahmen zu ergreifen, da der persische Großkönig mit den militärischen Vorbereitungen für das zukünftige Vorgehen gegen Ägypten beschäftigt war. Sidon spielte dabei eine besonders wichtige strategische Rolle. Datierungen, die jene Satrapenrevolten mehrjährig von 351 bis 346 v. Chr. ansetzen, sind als unwahrscheinlich anzusehen. Eine genaue Chronologie der Vorgänge ist zwar nicht möglich, doch ist der von Diodor für das Jahr 351 v. Chr. berichtete Zusammenhang zwischen dem kurz zuvor erfolgten persischen Aufmarsch gegen Ägypten sowie der damaligen Satrapenaufstände mit den Revolten von 346 bis 345 v. Chr. nicht haltbar; ebenso wenig der als Reaktion angenommene zeitliche Beginn der Satrapenaufstände und die Terminierung von Isokrates, der die Unruhen bereits für das Jahr 347 v. Chr. erwähnte.

### Angriff auf Ägypten (342/341 v. Chr.)

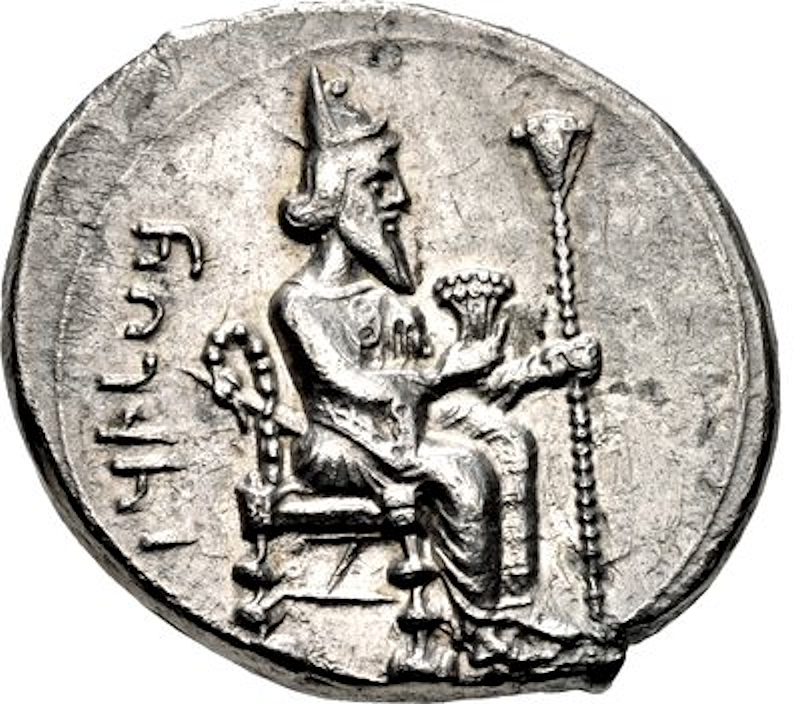
Artaxerxes III. als Pharao

Diodor datierte den Angriff auf Ägypten sowohl in das 18. Regierungsjahr des Artaxerxes III. als auch des Nektanebos II., ausgehend von einer 362/361 v. Chr. erfolgten Machtübernahme des Artaxerxes III. Auf dieser Grundlage ergab sich für den Feldzug gegen Ägypten eine Ansetzung für das Jahr 343 v. Chr. Aus dem demotischen Papyrus Traum des Nektanebos geht hervor, dass der Sommer des Jahres 343 v. Chr. mit dem 16. Regierungsjahr des Nektanebos II. gleichzusetzen ist. Nach Berichtigung der Datierungen von Diodor kann der Angriff auf Ägypten frühestens Dezember 342 v. Chr. begonnen haben, zumal die Nilschwemme erst im September oder Oktober endete.
Diodor stützte sich bei seinen Angaben in stark verkürzender Form auf die 29-bändige Universalgeschichte des im vierten Jahrhundert v. Chr. lebenden griechischen Historikers Ephoros von Kyme, der seine anti-persische Haltung in seine Ausführungen hat einfließen lassen. Eine Analyse ergab, dass Diodor die Angaben des Ephoros von Kyme durchgehend für seine Erzählungen wiederholend verwendete. So zeigen die von Diodor im Zusammenhang des Angriffs auf Ägypten gemachten Größenangaben bezüglich der Heere des Artaxerxes III. und des Nektanebos II. auffällige Parallelen mit den Diodor-Zahlen aus anderen Schlachten.
In das Heer des Artaxerxes III. waren nach Diodors Angaben griechische Söldner integriert. Drei Regimente führten den ersten Angriff, wobei Lakrates und Rhosakes zuerst mit den Kavallerie-Einheiten vorgestoßen sein sollen. Nikostratos und Aristazanes sollen 5.000 Elitesoldaten und 80 Trieren befehligt haben, die über den Seeweg in die Offensive gingen. Mentor und Bagoas sollen die Aufgabe gehabt haben, mit ihren Schiffen auf dem Nil in das Delta vorzudringen. Mentor war einige Jahre zuvor im Zusammenhang des sidonischen Aufstandes unter Tabnit noch Verbündeter von Nektanebos II., lief nach Niederschlagung der Revolten jedoch zu Artaxerxes III. über. Die ägyptische Armee soll nach Diodor eine Gesamtstärke von 100.000 Mann umfasst haben: 20.000 Griechen, 20.000 Libyer und 60.000 Ägypter.

### Ende der Regentschaft

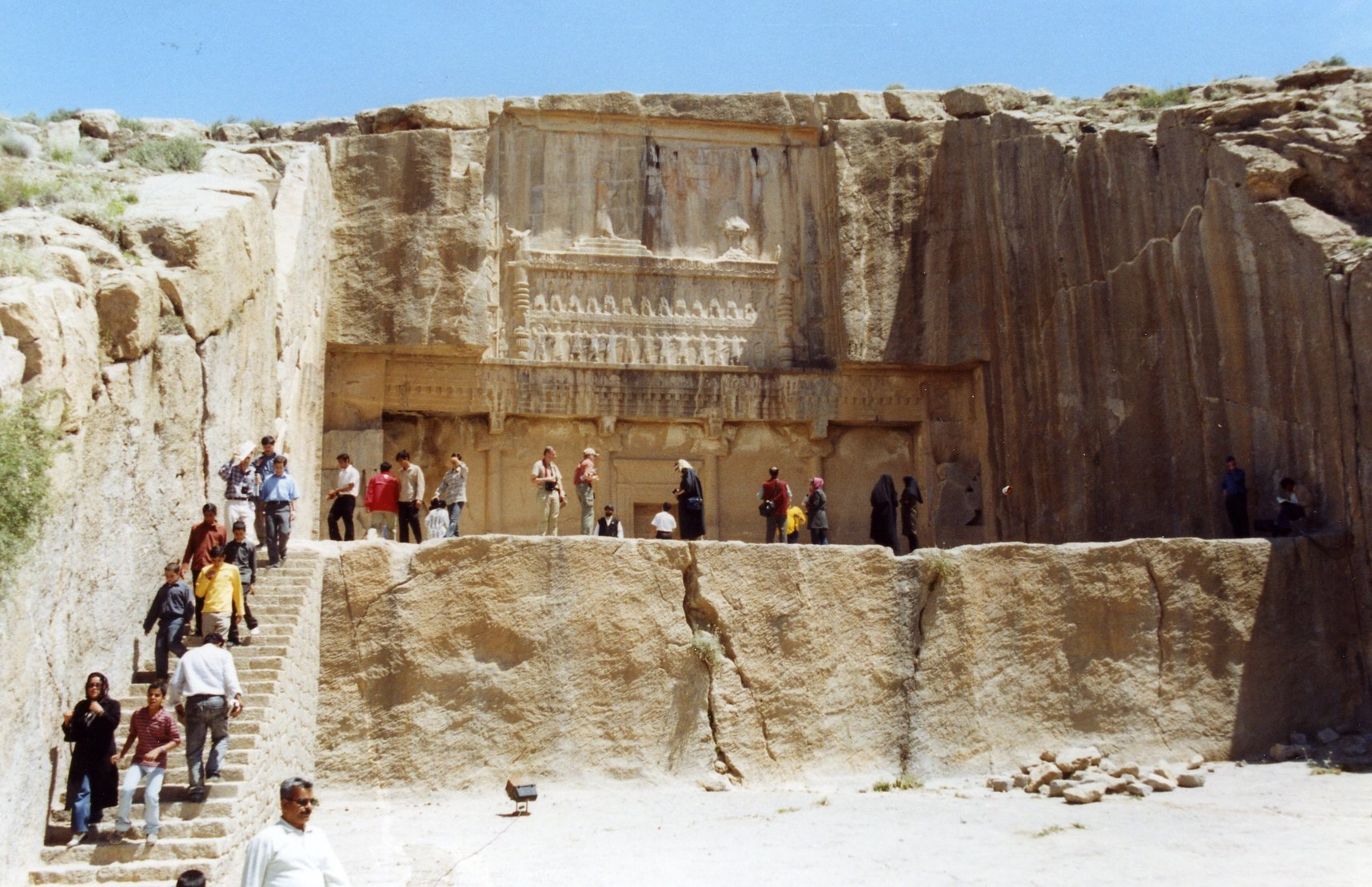
Das Grabmal Artaxerxes III. in Persepolis

Die Niederschlagung der Revolten führte unter anderem dazu, dass die griechische Politik Persien gegenüber äußerst vorsichtig wurde. So versuchte Philipp II. von Makedonien, der Vater Alexanders des Großen, sich an Persien anzulehnen. Wohl Ende 338 v. Chr. wurden Artaxerxes III. und seine Söhne bis auf Arses vom Eunuchen Bagoas vergiftet und in der Felswand von Persepolis beigesetzt.